# Reinhardt Friese

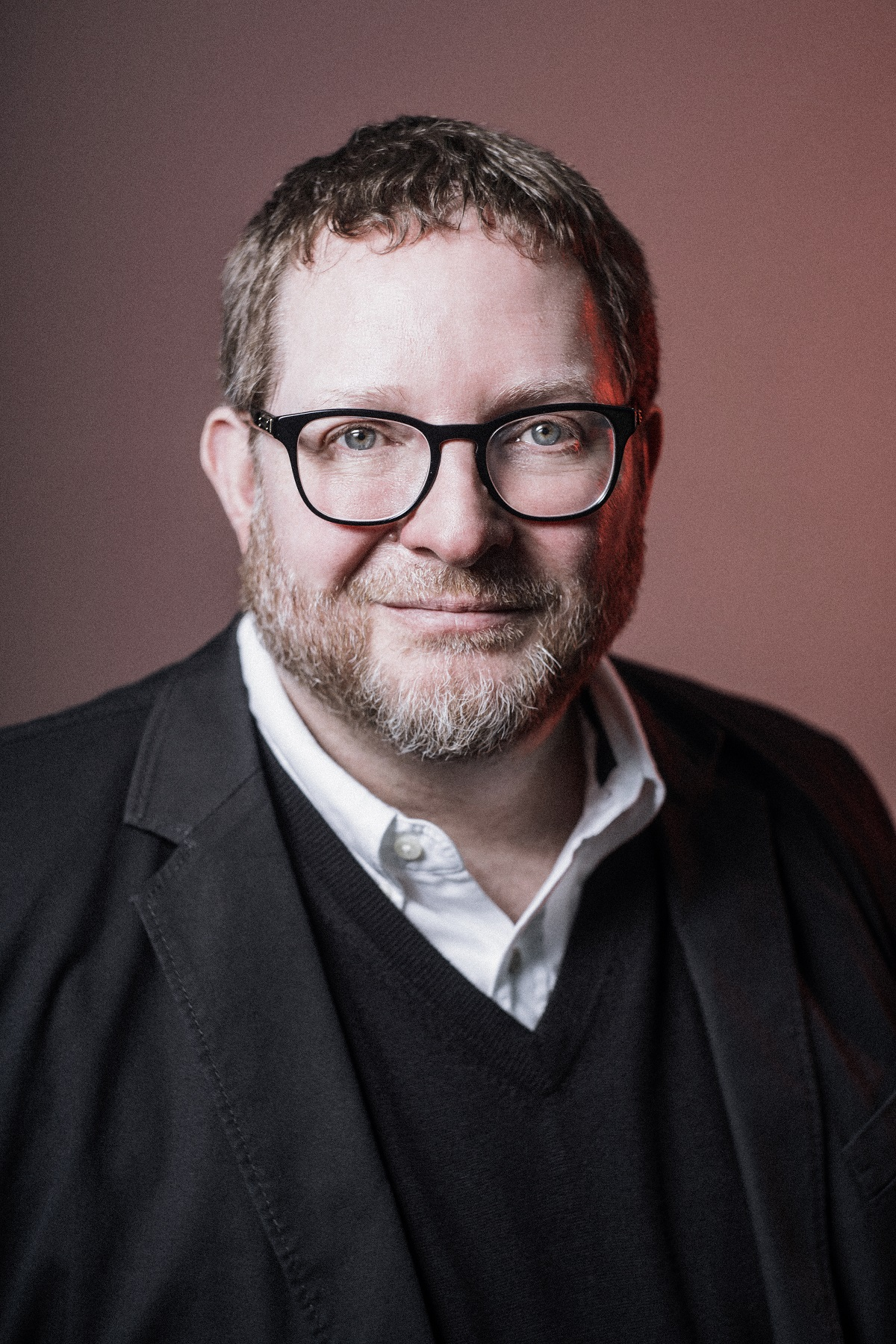
Reinhardt Friese 2020

Reinhardt Friese (* 17. April 1968 in Mainz) ist ein deutscher Intendant, Theaterregisseur und Autor.

## Leben
Nach seinem Abitur leistete Friese Zivildienst im Bereich der Individuellen Schwerstbehindertenbetreuung. Er nahm Schauspielunterricht und wirkte am Hessischen Staatstheater Wiesbaden in vielen Produktionen mit. So spielte er in dem Schauspiel Professor Bernhardi von Arthur Schnitzler den Dr. Wenger und in Lysistrate nach Aristophanes den Ratsherren. 1991 übernahm er die Leitung des Jugendclubs am Staatstheater Wiesbaden, den er als Musicalnachwuchssparte etablierte und bis 2001 leitete.
1994 wechselte er als Regieassistent an das Deutsche Theater in Göttingen, wo er 1996 auch zum ersten Mal mit professionellen Schauspielern inszenierte. Seine Inszenierung von Was heißt hier Liebe von H. Fehrmann/J. Flügge/H. Franke war so erfolgreich, dass er weitere Arbeiten übernahm, wie zum Beispiel Kunst von Yasmina Reza oder Peter Pan von James M. Barrie.
Seit 1997 arbeitet er in verschiedenen Städten Deutschlands als freier Regisseur. Neben Klassikern und Gegenwartsdramatik ist er besonders im Musicalbereich tätig. Im Sommer 2001 wurde er Oberspielleiter an der Landesbühne Niedersachsen Nord in Wilhelmshaven, wo er bis 2007 engagiert war. Hier machte er durch die Uraufführung einer Bühnenfassung der Autobiographie von Hildegard Knef, Der geschenkte Gaul auf sich aufmerksam, die er zusammen mit dem Komponisten Udo Becker und Hildegard Knef schrieb. 2005 schrieb er – wieder mit Udo Becker – eine Musicalfassung von Mary Shelleys Roman Frankenstein, die er ebenfalls in Wilhelmshaven uraufführte. Zuletzt schrieb er zusammen mit der Schauspielerin Stefanie Schmid „Mit Dir, Lili Marleen“, ein Solostück über das Leben der Sängerin Lale Andersen, das er 2008 in Hamburg mit Stefanie Schmid auch uraufführte. Mit „Ring of Fire-Ein Abend mit Johnny Cash“, „Dinner bei Tiffany“ und „The Cold Heart“ sowie „Der Soldat und die Tänzerin“ kamen in den letzten Jahren weitere Werke von Friese am Theater Hof zur Uraufführung. Von 2007 bis 2012 arbeitete Friese wieder als freier Regisseur und Autor, u. a. am Schauspiel Essen und an der Bayerischen Theaterakademie in München. Zur Spielzeit 2012/2013 übernahm Friese als Intendant die künstlerische Leitung des Theaters Hof, die im Sommer 2024 endete.
Als Regisseur beschäftigt sich Friese seit mehreren Jahren verstärkt mit Klassikern der Dramatik und inszenierte zum Beispiel Faust von Goethe, Dantons Tod von Büchner oder Minna von Barnhelm von Lessing. Weitere wichtige Inszenierungen waren außerdem Werke von William Shakespeare wie Hamlet, Titus Andronicus, Was ihr wollt, Wie es euch gefällt, Viel Lärm um Nichts, Ein Sommernachtstraum, Othello oder Macbeth (in einer Kombination mit der gleichnamigen Oper von Giuseppe Verdi). Hinzu kommen Uraufführungen von David Lescot (Pleite – Anfang und Ende) und Katharina Gericke (Der Graf von Monte Christo nach Alexandre Dumas) und die deutschen Erstaufführungen von Stephen Poliakoff mit Remember This und Die Mai von Marina Carr. Überregionale Beachtung in der Fachwelt fand auch seine Inszenierung des seit über zweihundert Jahren nicht gespielten Stückes „Ermordete Majestät“ von Andreas Gryphius. Die Deutschsprachige Erstaufführung des Broadway-Musicals The Drowsy Chaperone fand unter seiner Regie am 27. April 2013 am Theater Hof statt, ebenso wie die Uraufführungen von „Einstein“ von Stephan Kanyar und Maren Scheel im Jahr 2016 sowie „Nach Mitternacht“ von Gottfried Greifenhagen nach Irmgard Keun 2019. Unter anderem schrieb Friese das Buch zu einem Musical über Jack the Ripper mit Musik von Frank Nimsgern. Das Musical feierte am 17. September 2022 Uraufführung am Theater Hof, auch die Inszenierung übernahm Friese.
Friese inszenierte als Regisseur mehr als 150 Werke.

## Auszeichnungen
Für seine Produktionen Kleiner Mann, was nun? nach Hans Fallada (2006) und Shockheaded Peter 2008 und 2009 sowie Amadeus 2010 und Comedian Harmonists 2011, 2012 und 2013 erhielt Friese jeweils den Theater-Oscar der Rheinischen Post für die jeweils beste Schauspiel- bzw. Musiktheaterproduktion der Saison.
2018 wurde Friese die Ehrenmedaille in Silber des Bezirks Oberfranken verliehen. Gewürdigt wurde mit dieser Auszeichnung das Engagement des Theaters Hof und seines künstlerischen Leiters Reinhardt Friese für die gesamte oberfränkische Region.
2025 wurde Friese zum Ehrenmitglied des Theaters Hof ernannt.